# L'amore è femmina (Out of Love)
 (janvier 2022).
Si vous disposez d'ouvrages ou d'articles de référence ou si vous connaissez des sites web de qualité traitant du thème abordé ici, merci de compléter l'article en donnant les références utiles à sa vérifiabilité et en les liant à la section « Notes et références ».
Singles représentant l'Italie au Concours Eurovision de la chanson
Madness of love
(2011) L'essenziale
(2013)

L'amore è femmina (Out of Love) (L'amour est féminin (hors d'amour)) est la chanson de l'artiste italienne Nina Zilli qui représente l'Italie au Concours Eurovision de la chanson 2012 à Bakou, en Azerbaïdjan.
Elle est tirée de l'album de l'album homonyme L'amore è femmina.

## Eurovision 2012
Le 18 février 2012, à l'issue du festival de Sanremo 2012, Nina Zilli est annoncée comme représentante italienne à l'Eurovision 2012 à la suite d'une sélection interne. 
Le 3 mars 2012, Per sempre, chanson chantée par Nina Zilli lors du festival de Sanremo 2012 dans la catégorie des artistes confirmés, est annoncée comme étant la chanson représentant l'Italie à l'Eurovision 2012.
Cependant, le 13 mars 2012, le diffuseur italien du concours annonce que ce sera finalement L'amore è femmina qui représentera l'Italie. 
L'amore è femmina participe directement à la finale du Concours Eurovision de la chanson 2012, le 26 mai 2012, l'Italie faisant partie du "Big 5".
Nina se classera 9e en Finale, avec un total de 101 points.